# Спіналонга
Спіналонга (грец. Σπιναλόγκα), офіційна назва Калідон — острів у Середземному морі, розташований на схід від острова Крит, неподалік від селищ Плака та Елунда. Назва острова, Спіналонга є венеційською, що означає «довгий шип» і сягає корінням часів Венеційської окупації.

## Походження назви
Згідно з венеційськими документами, назва острова походить з грецького виразу «STIN ELOUNDA» (що значить «до Елунди»). венеційці не зрозуміли вираз і просто переробили на їх власну мову SPINA (шип) LONGA (довгий). Дати таку назву острова венеційців надихнула така сама назва острова біля Венеції, котрий сьогодні зветься Джюдекка (Giudecca).

## Історія

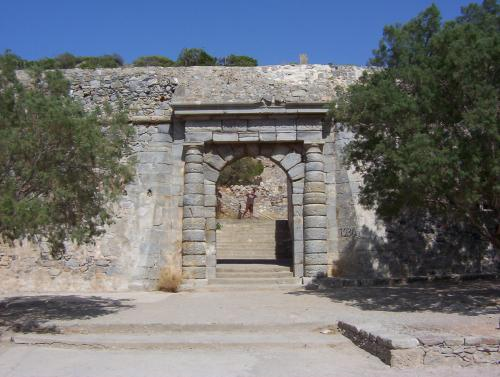
Старовинна брама

Венеційський картограф Вінченцо Коронеллі (італ. Vincenzo Coronelli) вказував на те, що Спіналонга не завжди був островом, і що він був зв'язаний з півостровом до якого прилягає. Він припускає що в 1526, венеційці відсікли частину півострова утворивши таким чином острів,  який через свій новий стан став придатнішим для захисту гавані Стародавнього Олоуса.
Олоус і весь регіон, що прилягав до нього був спустошений в 7-му сторіччі через набіги арабських піратів. Олоус залишився незаселеним до середини 15-го сторіччя, коли венеційці почали видобуток солі в неглибоких і солоних водах затоки. Поступово регіон отримував комерційне значення і систематично заселявся. Цей факт у поєднанні з османською загрозою особливо після захоплення Константинополя в 1453, а також піратські набіги що тривали змусили венеційців укріпити острів.
В 1578 венеційці доручили інженеру Дженезе Брессані (італ. Genese Bressani) спланувати укріплення для острова. Він створив блокгаузи на найвищих точках півдня і півночі острова, також кільцеве укріплення уздовж узбережжя острова, що унеможливило ворожу висадку на острів. В 1579, Головний Наглядач Криту Лука Мічієль (Luca Michiel) заклав перший камінь  укріплення. У 1854 венеційці зрозуміли, що берегове укріплення можна легко захопити атакуючи з пагорбів, що прилягають. Вирішивши посилити свій захист побудував нові укріплення на вершині пагорба. Таким чином венеційський вогонь мав більший радіус, зробивши цю неприступну фортецю однією з найважливіших в Середземноморському басейні.
В додаток, в 1579 венеційці побудували фортецю на Спіналонзі над руїнами акрополя. Вони утримували контроль над островом до 1715, коли Османська імперія захопила його під свій контроль.

Впродовж османської окупації Крита в 1669 тільки фортеці Грамвуса (Gramvousa), Суда (Souda) і Спіналонга залишилися у венеційських руках, і залишалися під їхнім контролем ще майже півстоліття. Багато християн знайшли захист в цих фортецях тікаючи від гонінь. В 1715 османи домовились із венеційцями і зайняли острів. В кінці османської окупації тут врятувались багато османських сімей, що боялися християнських репресій. В 1881 1112 османів сформували свою спільноту і надалі, в 1903, останній осман покинув острів.
Докладніше: Фортеця Спіналонга
Пізніше, з 1903 по 1957, острів використовувався як колонія прокажених. Цікаво, що це була одна з останніх таких колоній у Європі. Останній мешканець, священик, покинув острів в 1962. Він там знаходився для підтримки релігійної традиції Грецької православної церкви за яким, спалена людина має бути згадана через 40 днів, 6 місяців, 1, 3 і 5 років після смерті.

## Спіналонга сьогодні
Зараз, незаселений острів — одна з найбільших туристичних цікавинок Криту. На додаток до недіючої колонії прокажених і фортеці, Спіналонга відома своїми маленькими гальковими пляжами. Острова можна легко дістатися з Елунди та Айос-Ніколаоса. Туристичні човни вирушають з обох міст щоденно. На Спіналонзі немає житла, тож всі тури тривають кілька годин. Подорож лодкою з Елунди триває п'ятнадцять хвилин, а з Айос-Ніколаос — приблизно годину.
Книга «Острів проклятих» Віктора Зорби видана, в тому числі на DVD. Вона описує правдиву історію колонії прокажених і через те, що автор був знайомий з останнім губернатором колонії, в книжці багато ексклюзивних фото і історій часів германської окупації.
Роман «Острів» Вікторії Хіслоп розказує фантастичну історію сім'ї, пов'язаної із колонією прокажених. Свого часу книжка стала бестселером в Англії. 2010 року грецький телеканал Mega TV та режисер Тодоріс Пападулакіс зняли багатосерійну стрічку за романом Хіслоп.
Див. також.
- Роббенайланд;
- Чакачакаре;
- Фантом (острів)[en];
- Перепелячий острів[en];
- Куліон[en].